# Mozaiklepkék
A mozaiklepkék (Riodinidae) a rovarok (Insecta) osztályának a lepkék (Lepidoptera) rendjéhez, ezen belül a valódi lepkék (Glossata) alrendjéhez tartozó család.

## Elterjedésük
Fajaik elsöprő többsége a trópusokon él. Egyetlen, Európában (így Magyarországon is) előforduló fajuk a kockáslepke (Hamearis lucina).

## Rendszerezésük
A családba 3 alcsalád tartozik:
- Euselasiinae
- Nemeobiinae
- Riodininae